# Moses I. Finley
Sir Moses I. Finley (20 de maig de 1912, Nova York - 23 de juny de 1986, Cambridge, Regne Unit) va ser un historiador d'origen estatunidenc, després nacionalitzat britànic, especialitzat en l'antiga Grècia. El seu treball més notable va ser L'economia antiga (1973), on argumenta que l'estatus i la ideologia civil van governar l'economia en l'Antiguitat més que les motivacions racionals econòmiques.

## Trajectòria
Va néixer el 1912 a Nova York com a Moses Israel Finkelstein, fill de Nathan Finkelstein i d'Anna Katzenellenbogen. Va seguir estudis a la Universitat de Syracusa i a la Universitat de Colúmbia. Tot i que els seus estudis es van centrar en el dret públic, la major part del seu treball publicat se situa en el camp de la història antiga, i abasta especialment els aspectes socials i econòmics del món clàssic.
Va ensenyar a la Universitat de Colúmbia i al City College of New York, on va rebre la influència dels membres de l'Escola de Frankfurt, qui estaven treballant, en el seu exili, en Estats Units. En 1952, durant el macarthisme, Finley va ser acomiadat del seu càrrec de catedràtic a la Rutgers University. Encara més: en 1954 va ser citat pel Subcomitè de seguretat interna del Senat dels Estats Units i va ser interrogat sobre si havia estat algun cop membre del Partit Comunista dels Estats Units. Finley va invocar la Cinquena Esmena i es va negar a contestar.
Des de llavors li va ser impossible trobar feina als Estats Units, i finalment es va traslladar a Anglaterra, on va ensenyar estudis clàssics per molts anys a la Universitat de Cambridge, primer com a professor titular de sociologia antiga i d'història econòmica al Jesus College (1964-1970), després com a professor d'Història Antiga (1970-1979) i finalment com a mestre del Darwin College (1976-1982).
Va rebre el suport dels grans hel·lenistes francesos (Jean Pierre Vernant, Pierre Vidal-Naquet) i les seves obres es van traduir immediatament al francès.
Finley va ampliar l'abast dels estudis clàssics de la filologia a la cultura, l'economia i la societat. Es va convertir en ciutadà britànic el 1962 i en membre de l'Acadèmia Britànica en 1971, en 1979 va ser nomenat cavaller i comandant de l'Orde de l'Imperi Britànic.
Entre les seves obres, El món d'Odisseu (1954) destaca per la seva originalitat. En ell, va aplicar els descobriments d'antropòlegs com Marcel Mauss per il·lustrar sobre Homer, una aproximació radical que els seus editors van estimar que requeria una introducció per part d'un classicista establert, Maurici Bowra. Paul Cartledge va sostenir en 1995: "En retrospectiva, la petita obra mestra de Finley pot ser vista com la llavor de l'actual florida dels estudis de la cultura i societat grega antiga relacionats antropològicament". Les seves conferències sobre l'esclavitud van ser molt influents en un moment de revisió radical de la història dels esclaus moderns.
El treball més influent de Finley va ser L'economia de l'Antiguitat (1973), basat en els seus treballs previs a Berkeley l'any anterior. En aquesta obra, Finley llança un atac a la tradició modernista que hi ha a l'interior de la disciplina de la història econòmica antiga. Seguint l'exemple de Karl Polanyi, Finley argumenta que l'economia antiga no ha de ser analitzada usant els conceptes de la ciència econòmica moderna, perquè l'home antic no tenia una noció de l'economia com una esfera separada de la societat i perquè les accions econòmiques en l'Antiguitat van estar determinades no principalment per criteris econòmics, sinó més aviat per assumptes socials.
A part de les seves contribucions a la historiografia, com en Ús i abús de la història, va publicar monografies molt innovadores, com els seus estudis sobre l'esclavitud antiga (Esclavitud antiga i ideologia moderna, avui, de referència) o sobre Sicília, A History of Sicily, retocat al final de la seva vida.

## Obres
- Studies in Land and Credit in Ancient Athens, 500-200 BC: The horos Inscriptions (1951).
- Economy and Society in Ancient Greece (1953).
- The World of Odysseus (1954).
- The Ancient Greeks: An Introduction to Their Life and Thought (1963).
- A History of Sicily: Ancient Sicily To The Arab Conquest (1968). Nova edició ampliada, 1978.
- Aspects of Antiquity: Discoveries and Controversies (1968).
- Early Greece: The Bronze and Archaic Ages (1970).
- The Ancient Economy (1973).
- Democracy Ancient and Modern (1973).
- Studies in Ancient Society, editor (1974).
- The Use and Abuse of History (1975).
- Schliemann s Troy: One Hundred Years After (1975).
- Studies in Roman property, editor (1976).
- The Olympic Games: The First Thousand Years, amb HW Pleket (1976).
- Ancient Slavery and Modern Ideology (1980).
- The Legacy of Greece: A New Appraisal, editor (1981).
- Authority and Legitimacy in The Classical City-State (1982).
- Politics in the Ancient World (1983).
- Ancient History: Evidence and Models (1985).